# 巴西合众国
巴西合眾國曾經是巴西的國名，巴西合眾國還可以指的是：
- 巴西第一共和國，至1889年–1930年國名為巴西合眾國
- 瓦加斯時代（英语：Vargas Era），至1930年–1946年，1930年–1937年稱為巴西第二共和國，1937年–1946年稱為巴西第三共和國，國名為巴西合眾國
- 巴西第四共和國，至1946年–1964年，國名為巴西合眾國
- 巴西軍人獨裁統治時期，至1964年—1985年，1967年改國名為巴西聯邦共和國